# Kostel svatého Martina (Mladá Vožice)
Kostel svatého Martina v Mladé Vožici je barokní farní kostel postavený v letech 1790–1794, duchovně spadající pod římskokatolickou farnost Mladá Vožice.

## Místopis
Kostel tvoří dominantu centrálního Žižkova náměstí. Ze zděné vyvýšeniny v jeho východní části, kde se do roku 1812 nacházel hřbitov, nabízí výhled nejen na samotné náměstí, ale také na řadu dalších mladovožických kulturních památek v těsné blízkosti kostela. Hned vedle něj stojí mohutná pozdně gotická zvonice, v objektu čp. 22 za ním místní fara, přes ulici, jež vede podél kostela, leží zámek a socha svatého Václava je umístěna v severní, níže položené části Žižkova náměstí.

## Historie
Budova nejstaršího místního kostela byla vystavěna na místě staršího svatostánku zmiňovaného v roce 1348. Během husitských válek nebyl pravděpodobně zničen díky faktu, že zdejší farář přijímal podobojí. Znovu vystavěn byl v roce 1582 a až do roku 1623 zůstal utrakvistický, od roku 1624 zde působí duchovní katoličtí. Roku 1764 byl kostel přestavěn, přičemž byly položeny základy věží a vznikl presbytář a zadní část lodi, nicméně dokončena byla stavba až roku 1797. Dvakrát byl pak obnoven, a to v letech 1900 a 1929, v roce 1930 byla do kostela zavedena elektřina.
V 90. letech 20. století prošel objekt generální opravou, v roce 2018 byla opravena čelní fasáda.

## Popis

### Exteriér
Kostel je průčelím a hlavním vchodem obrácen k náměstí. Jedná se o jednolodní zděnou hladce omítanou stavbu se dvěma věžemi, z nichž severní je vyšší a nese bicí hodiny.
Na fasádě kostela je umístěna pamětní deska připomínající duchovní internované v 60. letech 20. století v zámku v nedalekém Radvanově.
Před kostelem stojí křížek a rostou lípy nově vysázené ve druhém desetiletí 21. století, jež nahradily vzrostlé stromy, které Národní památkový ústav navrhl odstranit. Několik stromů rostoucích podél severní strany budovy zůstalo zachováno.
V otevřené kapli pod severní stranou kostela se nachází otevřená kaple svatého Jana Nepomuckého. Na vnější stěně vyvýšeniny, na které stojí kostel, je umístěna pamětní deska připomínající odvlečení 99 obyvatel do plynových komor dne 2. září 1942.

### Interiér
V zadní části kostela je umístěn půlkruhově ukončený presbytář s dvěma kaplemi a oratořemi po stranách kněžiště. Třetí je připojena ze severní strany lodi, na její jižní straně přiléhá pětiboká kaple a je přistavěna nízká sakristie s valbovou střechou, před vchodem do ní se nachází zdobená kazatelna. V zadní pravé části lodi byla přistavěna kaple svaté Barbory s dřevěným oltářem se sochou světice, patronky horníků.

### Inventář
V roce 1802 byly pořízeny nové varhany, jejichž autorem je Anton Reiss, další se dvěma manuály a 24 rejstříky vystavěl Vladimír Skopek v roce 1943 a rozšířili a opravili je mistři Kubát a Filípek v roce 1971.
Kostelní zvony byly v první polovině 18. století zmiňovány čtyři, a to Jan, Vilém, Kašpar a umíráček. Po zrekvírování dvou zvonů během první světové války a dalšího během druhé světové války v dubnu 1942, tj. zabavení pro potřeby státu – pro výrobu zbraní a střeliva, na zvonici zůstal jen umíráček a až roku 1952 kostel znovu získal zvon Jan o váze 669 kg. Automatickým odbíjením byl kostel vybaven roku 1974.

## Galerie

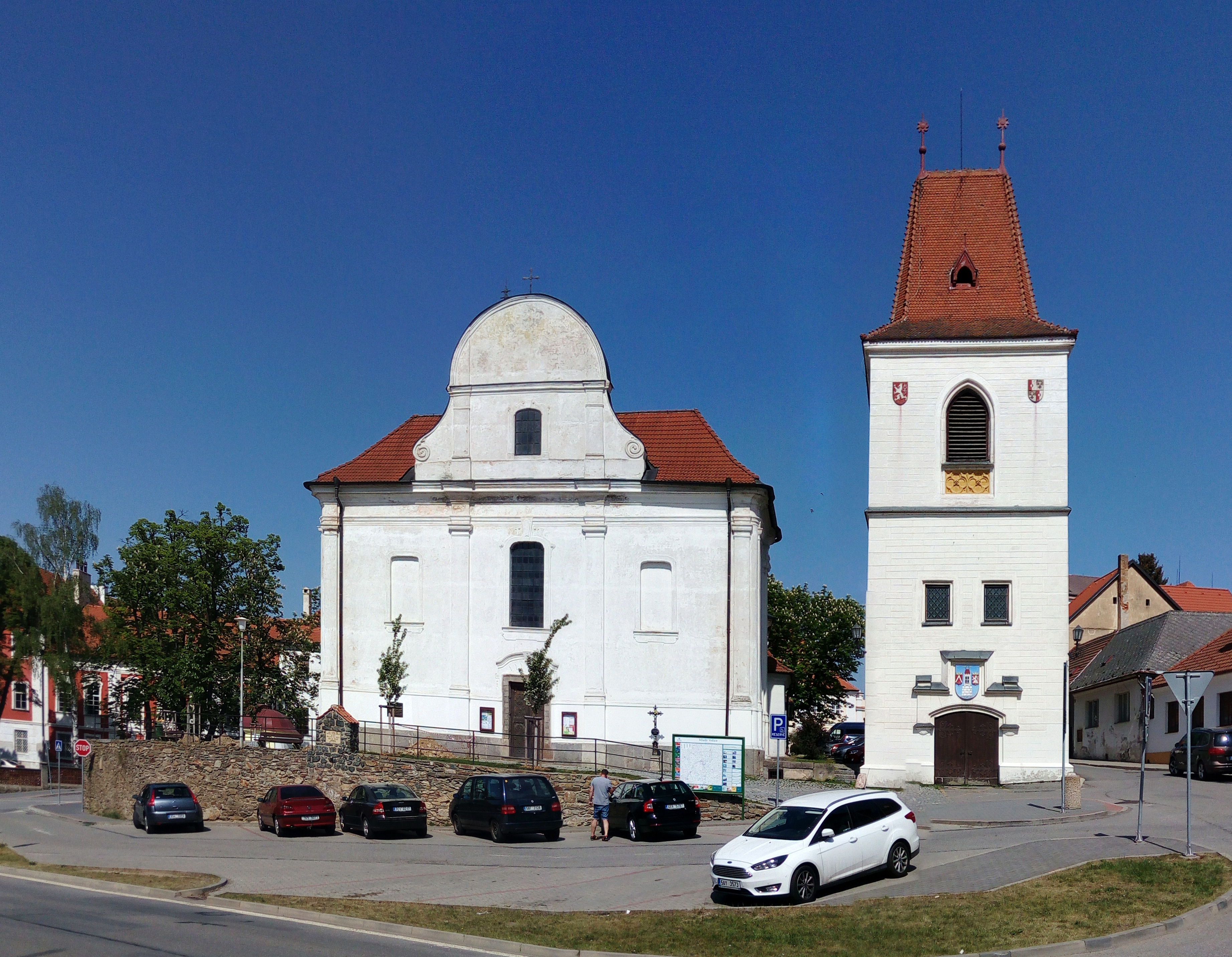
Pohled na kostel a zvonici
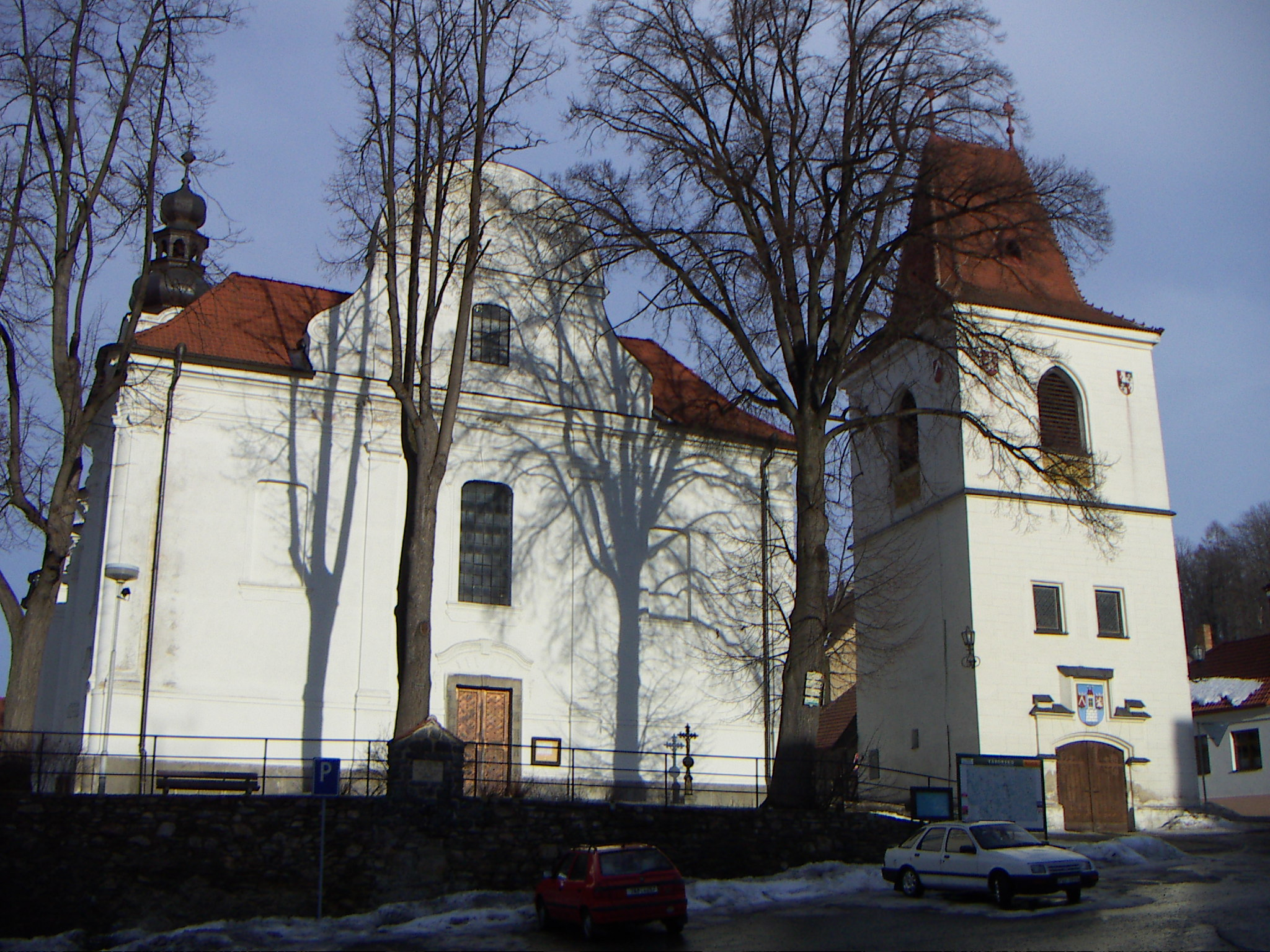
Kostel s vzrostlými, dnes již pokácenými lipami
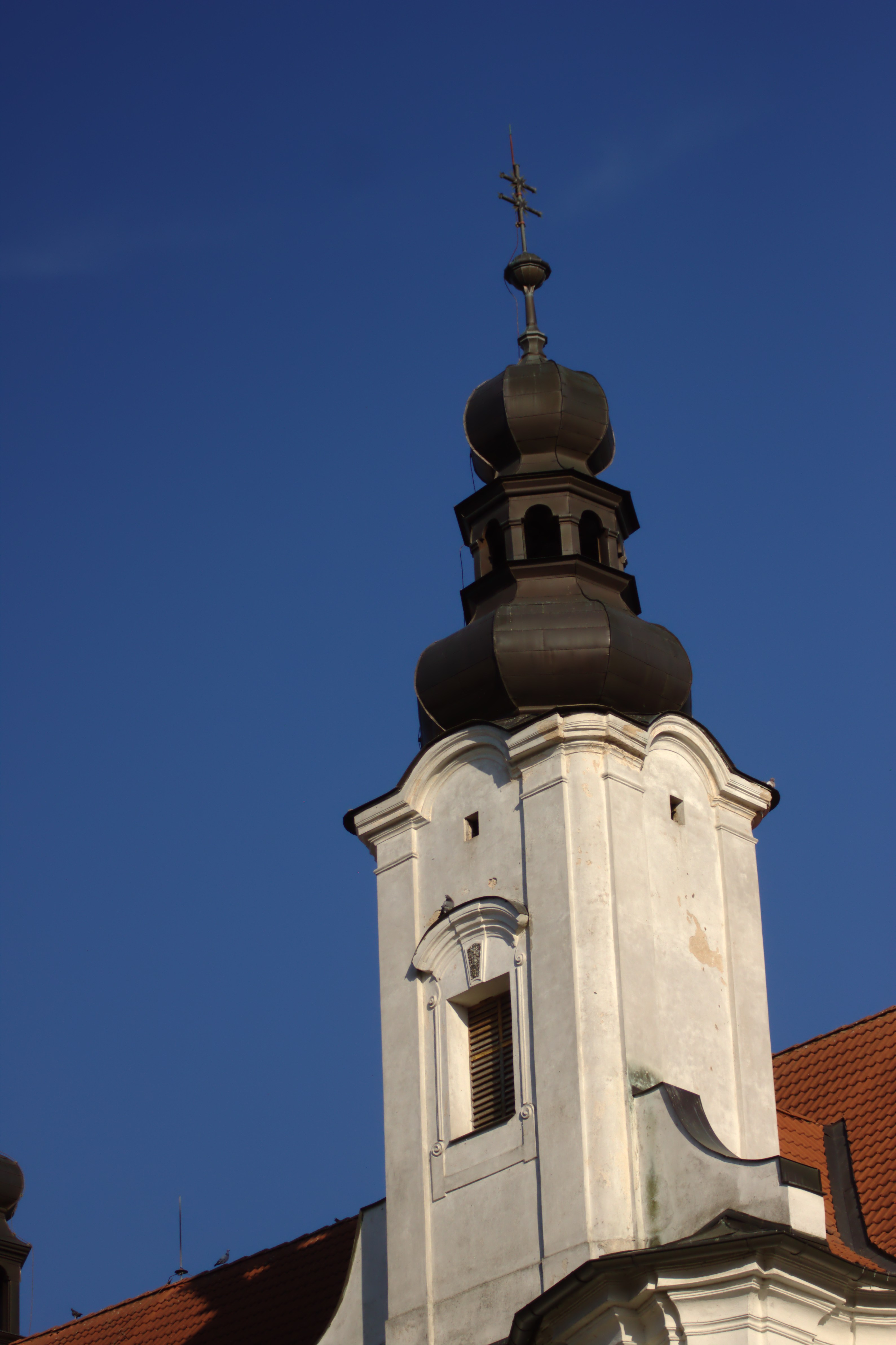
Věž kostela